# Svetko Martelanc (starejši)
Svetko Martelanc, slovenski gradbenik, podjetnik  in javni delavec, * 29. oktober 1862, Barkovlje, † 1. avgust 1935, Ljubljana.

## Življenje in delo
Rodil se je v družini gradbenika Luke in gospodinje Marije Martelanc rojene Freluga. Po zgodnji očetovi smrti se je moral že z desetimi leti oprijeti dela. Napredoval je od zidarja do delovodje in samostojnega gradbenega podjetnika. Kmalu po letu 1882 je začel samostojno delati. Pomagal je pri gradnji gledališča Fenice v Trstu. V Barkovljah je zgradil približno tretino vseh javnih in okoli polovice stanovanjskih in počitniških zgradb. Leta 1887 je ustanovil z Ivanom Martelancem in njegovim bratom Antonom Martelancem, s katerima ni bil v sorodu, gradbeno podjetje Ivan Martelanc & drugi. S tem podjetjem je delal do njegove prisilne fašistične ukinitve leta 1927.
Martelanc se je že zgodaj vključil v javno življenje. Bil je ustanovitelj Obrtniškega društva v  Barkovljah pri Sv. Jerneju, ki je bilo ustanovljeno 11. februarja 1882, in njegov prvi predsednik. Namen društva je bil, da bi posajal denar svojim članom po nizkih obrestih, pomagal graditi trgovine, gostinske objekte in ladje, kupovati potrebni material in orodje ter pospeševati kmetijstvo. V letih 1909−1913 je bil mestni in deželni svetovalec v Trstu. Ko je moralo gradbeno podjetje leta 1927 prenehati z delom, je ostal brez zaslužka, zato se je 1932 preselil v Ljubljano k hčerki Milki.